# Anna Mahler
Anna Mahler (Viena, 15 de junio de 1904 - Londres, 3 de junio de 1988) fue una escultora austriaca. Era hija del compositor y director Gustav Mahler y su esposa, Alma Mahler-Werfel.

## Datos biográficos
Anna Justine Mahler nació en Viena el 15 de junio de 1904. Era la hija de Gustav y Alma Mahler. La apodaron Gucki a causa de sus grandes ojos azules (Gucken es en alemán "atisbar" o "mirar"). El matrimonio ya tenía una hija, nacida dos años antes, Maria (1902-1907). En el verano de 1907 Mahler, exhausto por las campañas en su contra en Viena, llevó a su familia a MaierniggPoco después de su llegada, sus hijas enfermaron de escarlatina y difteria. Anna se recuperó pero Maria, después de dos semanas de lucha,  murió el 12 de julio. (Alma culpaba a Mahler de haber "tentado al destino" en sus Kindertotenlieder, las Canciones a la Muerte de los Niños). En 1907 hizo la familia su primer viaje a Nueva York.
Durante su cuarto viaje a Nueva York en 1911, su padre enfermó gravemente. Convaleciente, regresaron a Viena, vía París y Alemania. Cuando Anna se acercó a la cama donde estaba postrado su padre, éste la abrazó entre sus brazos diciéndole "Se mi pequeña niña, mi chiquilla". Gustav Mahler murió el 18 de mayo cuando Anna Mahler tenía sólo seis años de edad.  
Su madre, Alma Mahler-Werfel, en el momento de la muerte de Gustav Mahler inició un romance con el arquitecto Walter Gropius. Se casaron en 1916 y ese mismo año nació una niña que se llamó Manon. Alma comenzó una intensa actividad, con estrechos vínculos con numerosos personajes de la cultura europea. El salón de la madre, fue uno de los centros de la vida intelectual vienesa, frecuentado entre otros por Gerhart Hauptmann, Alexander von Zemlinsky, Alban Berg, Bruno Walter, Paul Kammerer y Willem Mengelberg. Anna se entretenía realizando retratos de los visitantes.  Como su madre era viuda de Mahler y era cortejada por muchos, cada vez adquirió mayor reputación de mujer fatal. Anna Mahler fue testigo de la inestable vida sentimental de su madre, tras una tormentosa relación con el pintor expresionista Oskar Kokoschka y un breve matrimonio con Walter Gropius, mantuvo una relación larga con Franz Werfel. Oliver Hilmes, el biógrafo de Alma Mahler-Werfel, hizo la afirmación de que para Anna Mahler fue abrumadora la atmósfera cargada de sexualidad, que le llevó a casarse a los 16 años con el músico director de orquesta Rupert Koller, sólo para salir de allí. El matrimonio celebrado el 2 de noviembre de 1920, fracasó después de unos meses.
Anna Mahler se trasladó a Berlín y se enamoró del compositor Ernst Krenek. En sus memorias, Ernst dejó una imagen crítica de su suegra Alma; estaba en contra de la atmósfera cargada de sexualidad en la casa de Mahler-Werfel: el sexo era el principal tema de conversación, siendo analizados ruidosamente los hábitos sexuales de amigos y enemigos. De su yerno Alma dijo: Anna Mahler está viviendo con un egocéntrico, allí en Berlín. Él es Ernst Krenek, un muy premiado compositor.... Ernst Krenek fue consultado más tarde por Alma para producir una copia limpia de dos movimientos de la inconclusa Décima Sinfonía de Mahler. La pareja se casó el 15 de enero de 1924, el matrimonio también fracasó después de un año y Anna abandonó a Krenek en noviembre de 1924. Durante el tiempo que duró esta relación Krenek estuvo completando su concierto para Violín n.º 1, Op. 29.  La violinista australiana  Alma Moodie ayudó a Krenek aportando asistencia financiera desde su mecenas suizo Werner Reinhart (que presionó a Krenek y Mahler para su traslado a Zürich) y, agradecido, Krenek dedicó el concierto a Moodie, que lo estrenó el 5 de enero de 1925, en Dessau.  El divorcio de Anna Mahler con Krenek  se firmó unos pocos días después del estreno. Krenek no asistió al estreno, pero sí tuvo un idilio con Moodie que sería descrito como "de corta duración y complicado".
Comenzó entonces su formación artística. Viajó a Roma, donde fue alumna de Giorgio de Chirico. También pasó un invierno en París dedicada a la pintura, pero sus esfuerzos fueron baldíos al no encontrarse a gusto con el uso del color, produciendo imágenes más próximas a los relieves en dos dimensiones que a las pinturas.
Después de haber estudiado escultura en Viena bajo la tutela de Fritz Wotruba, Anna fue capaz de establecerse allí como escultora. También se unió en un breve matrimonio con Paul Zsolnay, el editor de su padrastro Franz Werfel, que había presentado las cartas entre sus padres Gustav y Alma. Este matrimonio, dio lugar a una hija,  Alma Zsolnay (1930–2010) que se crio con su padre.

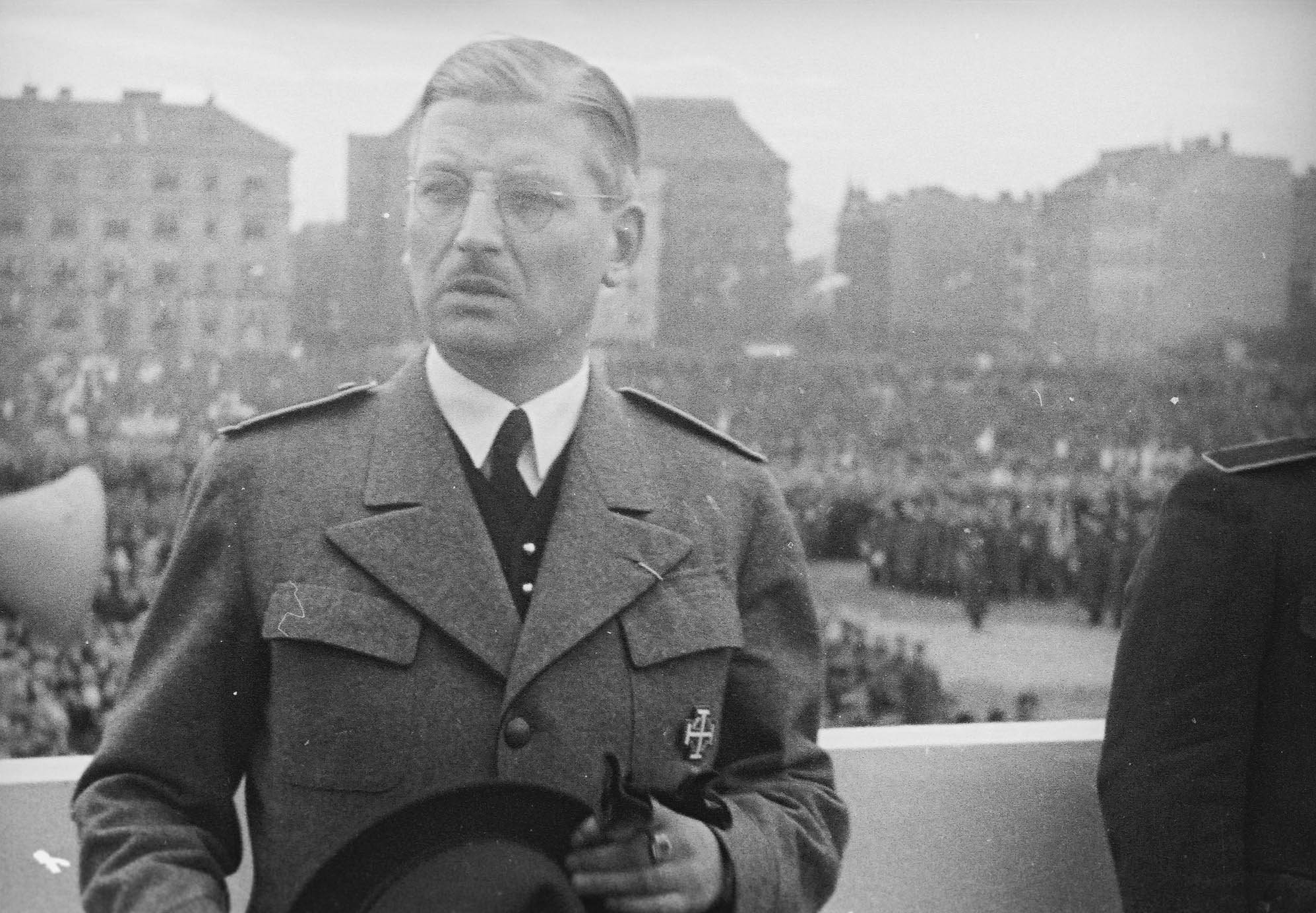
Kurt von Schuschnigg, canciller de Austria y amante de Anna.

Como escribe Oliver Hilmes,  durante la primera mitad de los años treinta entretuvo a los políticamente más a la izquierda, manteniendo una historia de amor con el político austríaco, ministro y desde 1934, canciller de Austria (en realidad dictador) y líder del Frente Patriótico, Kurt von Schuschnigg. Después de la muerte de su esposa en un accidente de tráfico entre Linz-Ebelsberg y Asten, el mismo Schuschnigg había sobrevivido con heridas leves, pero rompió la relación con Anna Mahler, porque sentía la desgracia como un castigo de Dios por su pecado.

A finales del año 1934 enfermó en Venecia su hermanastra Manon Gropius, Anna se reunió con la familia y estuvo al cuidado de ella. Falleció Manon en abril por lo que el compositor Alban Berg le dedicó su Concierto para  violín y orquesta A la memoria de un ángel. Anna a su vez realizó un retrato en busto del músico
En 1937, Anna Mahler presentó su escultura Mujer desnuda en la Exposición Internacional de París y  recibió el Gran Premio de la exposición.
En 1938, después del tratado de Berchtesgaden del 12 de febrero, estuvo involucrada en las diferentes reuniones (entre  5 y 12) que buscaban un acuerdo entre el gobierno del Frente Patriótico y los social demócratas austriacos, para construir un nuevo frente contra Hitler y los nazis.
Anna Mahler huyó en 1939, porque su padre era de ascendencia judía, de los nazis a Londres. Allí abrió un pequeño estudio de escultura y realizó bustos de Paul von Zsolnay y su hija Alma, Erich Kleiber, Olda Slobotskaja, Arnold Rose, John Murray y Arthur Bliss.
Se casó con el director de orquesta Anatole Fistoulari, con quien tuvo otra hija a la que llamaron Marina.
Después de la Segunda Guerra Mundial, vivió en Los Ángeles, California, cerca de su madre y su padrastro Franz Werfel.
Después de la muerte de su madre en 1964 tenía los medios económicos para establecerse en Spoleto. En 1970 se casó con  Albrecht Joseph  , secretario privado de Werfel. ·. 
En 1988, murió en Londres, mientras  visitaba a su hija Marina Fistoulari.

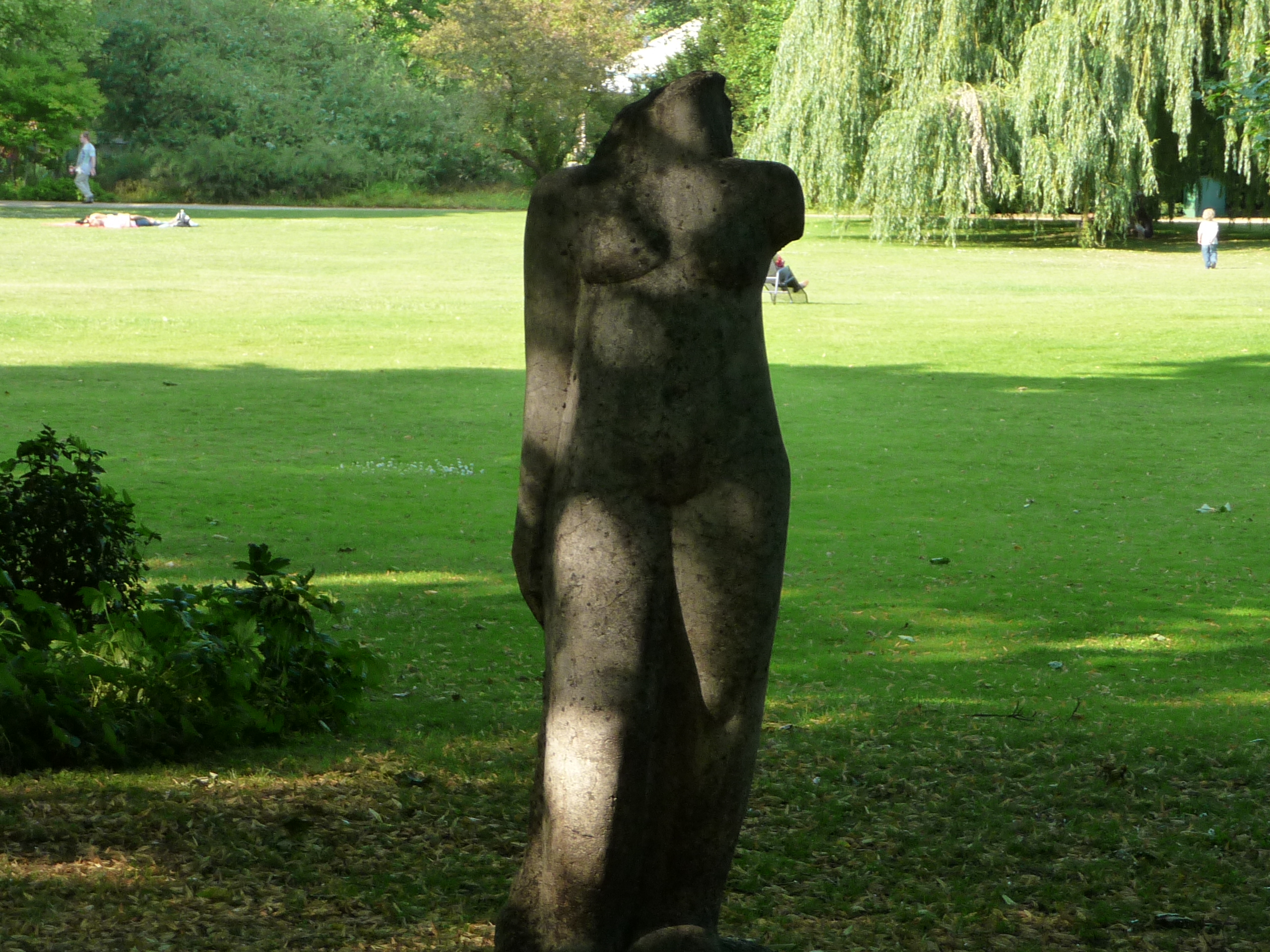
Torso, escultura en Luisenpark, Mannheim

Está enterrada en el Cementerio de Highgate en Londres. Su tumba está decorada con una reproducción en bronce de su escultura titulada Vision de 1974.

## Obras
Entre las obras de Anna Mahler se incluyen las siguientes:
- Torso, en el Luisenpark de Mannheim
- Mujer desnuda, presentada en la Exposición Internacional de 1937 en París
- Visión, Retrato de su hija Marina tapándose el rostro con las dos manos.

Así como obtuvo el éxito esculpiendo en piedra,  Anna Mahler produjo cabezas en bronce de algunos de los más importantes músicos del siglo XX, entre ellos Arnold Schönberg, Alban Berg, Artur Schnabel, Otto Klemperer, Bruno Walter, Rudolf Serkin y Eileen Joyce.